# Garden Records
Garden Records var et dansk independent pladeselskab, der blev etableret i 1987 som en videreførelse af pladeselskabet Irmgardz, der krakkede samme år. 
Garden Records udsendte bl.a. debutplader med Love Shop, The Sandmen, Naïve, How Do I, Peter Smith, Steelhouse m.fl.
Garden Records ophørte i 1992.